# Johan Sandberg (bildhuggare)
Johan Sandberg, född 1763, död 13 maj 1815 i Göteborg, var en svensk bildhuggare och spegelmakare.
Sandberg flyttade från Jönköping till Göteborg 1792 och erhöll burskap som spegelmakare i Göteborg 1801. För Hudiksvalls kyrka utförde han 1795 ett större polykromt krucifix.